# Webby Awards

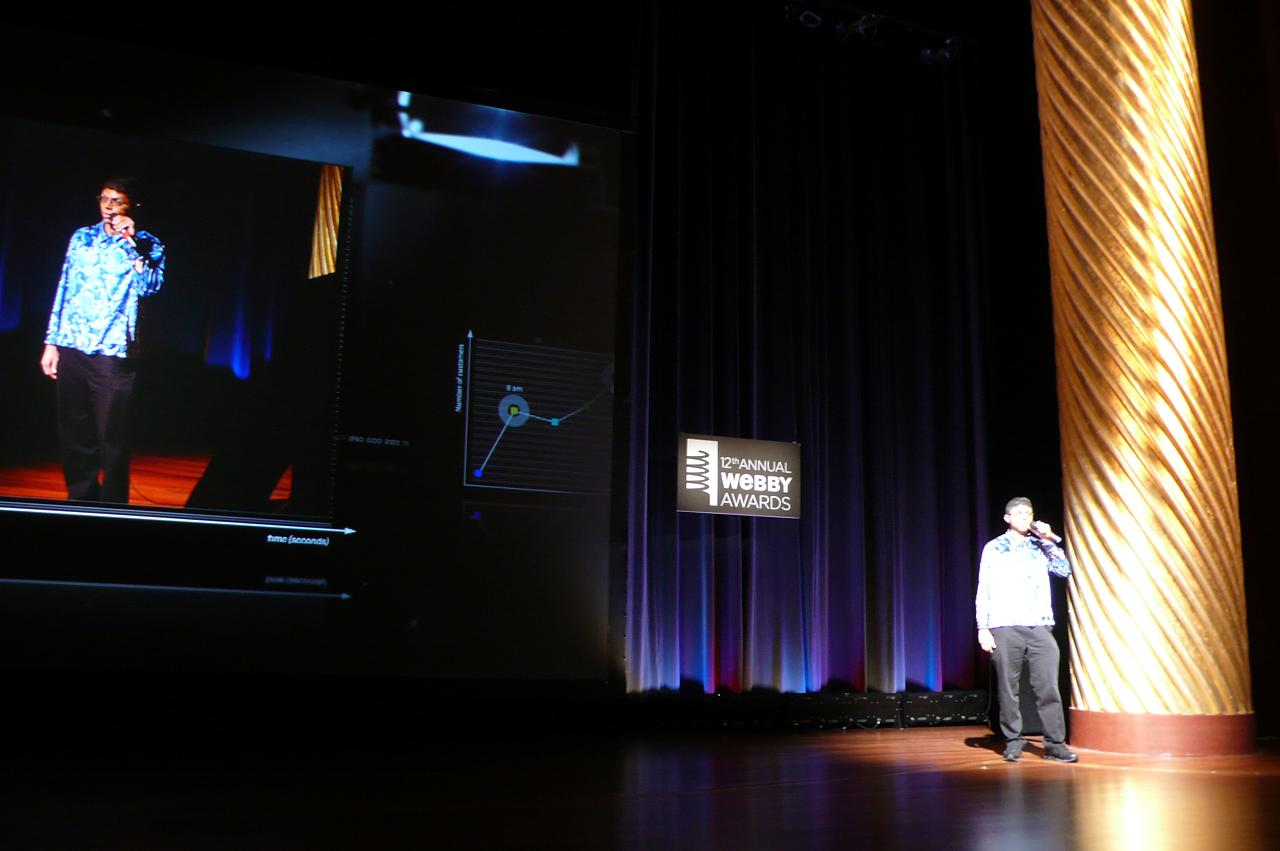
Uitreiking van de Webby Awards 2008

De Webby Awards zijn prijzen die jaarlijks door "The International Academy of Digital Arts and Sciences" uitgereikt worden aan de beste websites van de wereld. Ze kunnen als de Oscars van het internet worden beschouwd. De prijzen werden voor het eerst in 1996 uitgereikt.

## Doelstelling en toedracht
De Academy wil met deze prijzen het internet promoten en de creativiteit stimuleren.
Jaarlijks worden eerst diverse websites in 30 categorieën genomineerd. De nominering geldt al als een grote eer. Daarna wordt in al die categorieën een winnaar gekozen.
The International Academy, de jury die de prijzen toekent, is een selecte groep van 550 personen, onder wie de oprichters van de fotowebsite Flickr, Richard Branson van Virgin, filmregisseur Francis Ford Coppola, David Bowie, internetgoeroe Arianna Huffington van de The Huffington Post en Matt Groening van The Simpsons.

## Publieksprijs
Naast de Webby Awards wordt er in de categorieën een publieksprijs uitgereikt, de People's Voice Winners.

## 2004
In 2004 was Wikipedia genomineerd voor de categorieën "best practices" en "community" (gemeenschap). Voor deze laatste categorie viel Wikipedia uiteindelijk ook in de prijzen.